# Венецианская Словения
Венецианская Словения, также Итальянская/Венецианская Славия или Склавия, Фриульская Словения (словен. Beneška Slovenija, итал. Slavia Veneta, итал. Slavia Friulana) — историческое название области компактного проживания этнических словенцев на территории современной республики Италия, прилегающей к итало-словенской границе. Занимает территорию площадь свыше 285,6 км², при населении около 7570 человек, что составляет около 10 % от общего числа словенцев в Италии. В настоящее время здесь распространено итало-словенское двуязычие, включая двуязычные знаки. Небольшая часть Венецианской Словении в районе Кобарида (Капоретто) находится на территории современной республики Словения и включает в себя посёлки Брегинь (Бергонья) и Ливек.

## История
Славяне пришли в романоязычные земли Северной Италии вслед за лангобардами. Лангобарды активно сопротивлялись нашествию славян и битва у Лаурианы в 720 г., которую хорутане проиграли, фактически установила восточную границу между подвластными лангобардам романским и пришлым славянским населением. Примечательно и то, что эта языковая граница почти полностью совпадает с естественным рельефом территории: Фриульская низменность осталась за романоязычным населением, а горы и возвышенности контролировали славяне. Приток славянских поселенцев в Италию усилился после венгерских вторжений IX века, после того, как Аквилейский патриархат призвал группы славянских крестьян из Каринтии и Карниолы для заселения некоторых зон Фриульской равнины, опустошённых в ходе венгерских нашествий. Но на равнине этнические славяне, равно как и лангобарды, вскоре ассимилировались. В горной местности их численность была стабильной до начала политики итальянизации в условиях фашистской Италии 1930-х 1940-х гг. После войны свыше двух третей оставшихся здесь словенцев переселилась в города севера Италии, в первую очередь Милан, значительная часть выехала также на заработки в Германию, Австрию и Швейцарию. Возрождение словенского языка и традиций в регионе началось после 1977 г., когда между Югославией и Италией был заключён Озимский договор. Одним из национальных лидеров венецианских словенцев был Эмиль Ценчич (Emil Cenčič, 1925 — 9 декабря 2012).  

## Диалекты
На территории Венецианской Словении распространены словенские диалекты приморской группы. Словенский литературный язык в Италии используется редко, поскольку все функции стандартного выполняет итальянский язык. В связи с этим использование местных словенских диалектов, в том числе и в письменной форме, распространено достаточно широко. На их основе среди словенцев формируется региональный литературный венецианско-словенский язык.